# Mar da Líbia

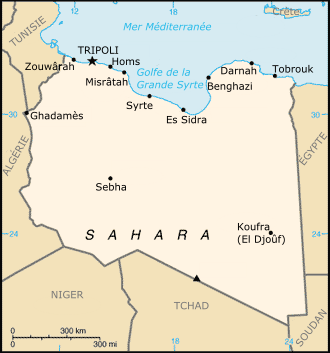
Localização do Mar da Líbia, entre Creta e a Líbia

O mar da Líbia ou mar Líbio (em grego moderno Λιβυκό Πέλαγος / Livykó Pélagos, em língua árabe:البحر الليبي) e a parte do mar Mediterrâneo delimitada a norte pelas ilhas gregas de Citera, de Creta e de Cárpatos e a sul pela costa da Líbia no Norte de África. Comunica com o mar Jónico a noroeste, o mar de Creta a norte, o mar Egeu a nordeste e o mar do Levante a leste. Os marinheiros consideram-no um mar aberto, em oposição ao mar Egeu, que está semeado de ilhas.
Com efeito, o mar da Líbia não conta senão pequenas ilhas próximas da costa sul de Creta, sendo a maior delas a única que é habitada permanentemente, chamada Gavdos, a 30 km ao largo de Creta, e que constitui o ponto mais meridional da Europa. Entre outras ilhas pequenas, encontram-se Gavdopoula, Paximadia, Crissi e Koufonissi, todas situadas em águas territoriais da Grécia. O mar da Líbia é mais frio que o resto do Mediterrâneo oriental, sobretudo a costa sul de Creta, devido à grande profundidade dos fundos marinhos e às correntes.